# Schistura curtistigma
Schistura curtistigma är en fiskart som beskrevs av Mirza och Nalbant, 1981. Schistura curtistigma ingår i släktet Schistura och familjen grönlingsfiskar. Inga underarter finns listade i Catalogue of Life.